# Kubielniki
Kubielniki (biał. Кубельнікі, Kubielniki, ros. Кубельники, Kubielniki) – wieś na Białorusi, w obwodzie grodzieńskim, w rejonie brzostowickim, w sielsowiecie olekszyckim. Położona jest 38 km na południe od Grodna, 15,2 km od granicy polsko-białoruskiej. Przez wieś przechodzi 24. południk długości wschodniej.

## Historia
W czasach zaborów w granicach Imperium Rosyjskiego, w guberni grodzieńskiej, w powiecie grodzieńskim, w gminie Bohorodzickiej. W 1902 r. miała powierzchnię 141 dziesięcin (ok. 154 ha). 7 czerwca 1919 roku, wraz z całym powiatem grodzieńskim, weszła w skład okręgu wileńskiego Zarządu Cywilnego Ziem Wschodnich – tymczasowej polskiej struktury administracyjnej. Latem 1920 roku zajęta przez bolszewików, następnie odzyskana przez Polskę. 20 grudnia 1920 roku włączona wraz z powiatem do okręgu nowogródzkiego. Od 19 lutego 1921 roku w województwie białostockim, w powiecie grodzieńskim, w gminie Wielkie Ejsymonty. W 1921 r. było w niej 12 domów mieszkalnych i 1 zamieszkane zabudowanie innego typu.
W wyniku napaści ZSRR na Polskę we wrześniu 1939 r. miejscowość znalazła się pod okupacją sowiecką. 2 listopada została włączona do Białoruskiej SRR. 4 grudnia 1939 r. włączona do nowo utworzonego obwodu białostockiego. Od czerwca 1941 roku pod okupacją niemiecką. 22 lipca 1941 r. włączona w skład okręgu białostockiego III Rzeszy. W 1944 roku ponownie zajęta przez wojska sowieckie i włączona do obwodu grodzieńskiego Białoruskiej SRR. Od 1991 r. w składzie niepodległej Białorusi.
We wsi urodził się Mikałaj Marcinczyk (1901–1980) – białoruski działacz społeczno-polityczny, lekarz, publicysta, autor pamiętników.

## Demografia
Według spisu powszechnego z 1921 roku, wieś zamieszkana była przez 66 osób, w tym 60 Białorusinów i 6 Polaków. Prawosławie wyznawało 59 mieszkańców, katolicyzm – 7.